# Thế hệ 8X
Thế hệ 8X (tiếng Anh: Post-'80s hoặc Post-1980s; giản thể: 八零后; phồn thể: 八零後; bính âm: Bā líng hòu; Việt bính: baat3 ling4 hau6; Hán-Việt: bát linh hậu) là cụm từ thông tục để chỉ đến thế hệ sinh từ năm 1980 đến 1989 tại Trung Quốc đại lục và Việt Nam, đặc biệt là ở các đô thị, thành phố. Nhóm người này tương đương với thế hệ Y đời đầu ở các nước phương Tây, là thế hệ đầu tiên sinh sau thời kỳ Cách mạng Văn hóa ở Trung Quốc và sau thời bao cấp ở Việt Nam, cũng như là thế hệ đầu tiên lớn lên trong giai đoạn Cải cách và mở cửa.

## Từ nguyên
Trong tiếng Anh, thế hệ 8X đôi khi còn được gọi là thế hệ Y của phương Đông (Trung Quốc và Việt Nam).
- Những người sinh ra ở thời đại khác cũng được đặt tên tương tự như vậy.

Thế hệ 6X (tiếng Anh: Post-'60s; tiếng Trung: 六零後; Hán-Việt: lục linh hậu) được dùng để chỉ đến những cá nhân sinh ra trong thập niên 1960.
Thế hệ 7X (tiếng Anh: Post-'70s; tiếng Trung: 七零後; Hán-Việt: thất linh hậu) được dùng để chỉ đến những cá nhân sinh ra trong thập niên 1970.
Thế hệ 9X (tiếng Anh: 9X Generation) ở Việt Nam hay cửu linh hậu (tiếng Anh: Post-90s; tiếng Trung: 九零後) ở Trung Quốc, tức những người sinh từ năm 1990 đến 1999 ở các vùng đô thị. Họ thường được liên hệ đến các đặc điểm thượng võ, anh hùng kiếm hiệp và các thứ văn hóa phi chính thống. Thế hệ này có nhiều nét đặc trưng giống với thế hệ 8X ví dụ như có cái nhìn cởi mở về vấn đề tình dục trước hôn nhân (hay còn gọi là "ăn cơm trước kẻng"), nhưng thậm chí còn ở cấp độ thoáng hơn nhiều so với tình yêu trong sáng và lãng mạn thời 8X.
Thế hệ trước 6X (tiếng Anh: Pre-'60s; tiếng Trung: 六零前; Hán-Việt: lục linh tiền), tức thế hệ các cô chú ông bà được sinh ra trước năm 1960.
Ngoài ra, các đặc điểm của thế hệ 8X cũng được thấy thể hiện ở những cá nhân sinh ra trong thập niên 1990, đặc biệt là 9X đời đầu. Sinh ra và lớn lên trong thời hiện đại, thế hệ 8X đặc trưng với cái nhìn lạc quan về tương lai, cảm giác kích thích với những điều mới mẻ về chủ nghĩa tiêu dùng, khởi sự doanh nghiệp và thị trường chứng khoán.
Nhóm người này cũng được nhận biết bằng sự gia tăng truy cập vào các phương tiện truyền thông điện tử như máy vô tuyến và ba kênh của VTV, thêm vài kênh địa phương, xem băng đĩa bằng những chiếc băng cổ điển, hay gia tăng tiếp cận với các phương tiện truyền thông kỹ thuật số như máy vi tính (thời còn ở dạng "nồi đồng cối đá"), máy nghe nhạc MP3 và điện thoại di động (chủ yếu là điện thoại "cục gạch"). Họ cũng sôi nổi trong lĩnh vực học tập với nhiều giải quốc tế, những học bổng du học danh giá, những cuộc thi trong và ngoài nước như cờ vua, Robocon hay những game show đầu tiên trên sóng truyền hình với "SV2000", "Bảy sắc cầu vồng", "Đường lên đỉnh Olympia"...

## "Tiểu Hoàng Đế" và "COCC"
Thế hệ 8X ở Việt Nam tuy là thời kỳ "con ông cháu cha" (COCC) nhưng cũng không ít 8x dám bỏ lại tất cả để chọn con đường đúng đắn nhất cho mình, khẳng định cái tôi mạnh mẽ của bản thân.

## Tại Hồng Kông
Thế hệ 8X tại Hồng Kông và Trung Quốc đại lục cũng như Việt Nam về đại thể là có nhiều điểm khác biệt. Cụm từ chỉ thế hệ 8X (tiếng Anh: Post-'80; tiếng Trung: 八十後; Việt bính: baat3 sap6 hau6; Hán-Việt: bát thập hậu) bắt đầu được đưa vào sử dụng tại Hồng Kông là từ khoảng năm 2009–2010.